# Falsoropica sikkimensis
Falsoropica sikkimensis là một loài bọ cánh cứng trong họ Cerambycidae.